# Lough Gara SPA
Lough Gara SPA este o arie protejată (arie de protecție specială avifaunistică — SPA) din Irlanda întinsă pe o suprafață de 1.689,78 ha, integral pe uscat.

## Localizare
Centrul sitului Lough Gara SPA este situat la coordonatele 53°56′16″N 8°27′03″W / 53.937652°N 8.450842°V.

## Înființare
Situl Lough Gara SPA a fost declarat arie de protecție specială avifaunistică în noiembrie 1995 pentru a proteja 11 specii de animale.

## Biodiversitate
Situată în ecoregiunea atlantică, aria protejată nu include niciun habitat protejat.
La baza desemnării sitului se află mai multe specii protejate de  păsări (11): rață lingurar (Anas clypeata), rață pitică (Anas crecca), rață fluierătoare (Anas penelope), rață mare (Anas platyrhynchos), Anser albifrons flavirostris, rață-cu-cap-castaniu (Aythya ferina), rața moțată (Aythya fuligula), Bucephala clangula, lebădă de iarnă (Cygnus cygnus), ploier auriu (Pluvialis apricaria), corcodel mare (Podiceps cristatus)
Pe lângă speciile protejate, pe teritoriul sitului au mai fost identificate 1 specie de păsări.